# Hugo Vieira (football, 1988)
Hugo Vieira, de son nom complet Hugo Filipe da Costa Vieira, né le 25 juillet 1988 à Barcelos, est un footballeur portugais évoluant au poste d'attaquant au FC U Craiova.

## Carrière
- 2006-2009 :  Santa Maria FC
- → 2006 :  Girondins de Bordeaux B (prêté par Santa Maria)
- → 2007-2008 :  GD Estoril-Praia (prêté par Santa Maria)
- 2009-2012 :  Gil Vicente FC
- 2011-2013 :  Benfica
- → 2012-2013 :  Sporting Gijón (prêté par Benfica)
- → 2013  :  Gil Vicente FC (prêté par Benfica)
- 2013-2014 : SC Braga [1],[2]

## Palmarès

### En club
Avec Gil Vicente :
- Champion du Portugal de D2 en 2011